# Bayán

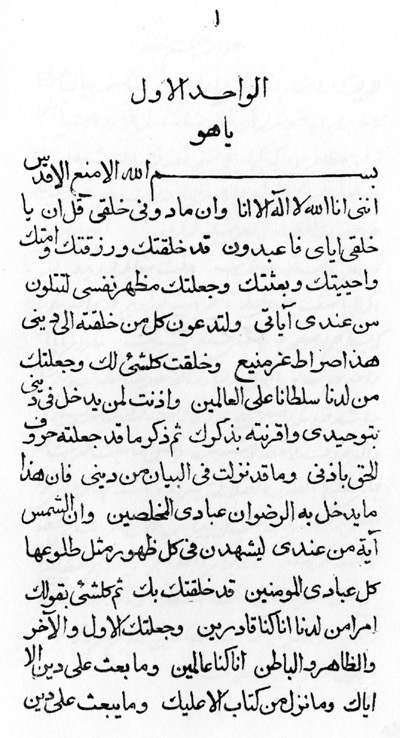
El Bayán en árabe

En el babismo, el Bayán (Árabe: بیان), o exposición, indica el conjunto de las obras del Báb y es considerado el libro sagrado de esta religión. Suele dividirse entre los textos escritos en árabe y en persa. Los bahá'ís también lo consideran un libro sagrado, ya que creen que la aparición del fundador de su religión Mirza Hussein-'Alí Nurí  o Baha'ullah fue profetizada en los escritos del Báb.